# Ева-Вілледжес (Гаваї)
Ева-Вілледжес (англ. Ewa Villages) — переписна місцевість (CDP) в США, в окрузі Гонолулу штату Гаваї. Населення — 7825 осіб (2020).

## Географія
Ева-Вілледжес розташована за координатами 21°20′30″ пн. ш. 158°2′20″ зх. д. / 21.34167° пн. ш. 158.03889° зх. д. (21.341764, -158.038921).  За даними Бюро перепису населення США в 2010 році переписна місцевість мала площу 2,91 км², уся площа — суходіл.

## Демографія
Згідно з переписом 2010 року, у переписній місцевості мешкало 6108 осіб у 1411 домогосподарстві у складі 1209 родин. Густота населення становила 2096 осіб/км².  Було 1452 помешкання (498/км²).
Расовий склад населення:
| - 59,5 % — азіатів - 8,8 % — вихідців з тихоокеанських островів - 4,7 % — білих - 0,6 % — чорних або афроамериканців |

До двох чи більше рас належало 25,8 %. Частка іспаномовних становила 11,2 % від усіх жителів.
За віковим діапазоном населення розподілялося таким чином: 28,0 % — особи молодші 18 років, 59,2 % — особи у віці 18—64 років, 12,8 % — особи у віці 65 років та старші. Медіана віку мешканця становила 35,0 року. На 100 осіб жіночої статі у переписній місцевості припадало 99,4 чоловіків;  на 100 жінок у віці від 18 років та старших — 94,7 чоловіків також старших 18 років.
Середній дохід на одне домашнє господарство  становив 97 450 доларів США (медіана — 89 673), а середній дохід на одну сім'ю — 107 423 долари (медіана — 100 288). Медіана доходів становила 40 714 долари для чоловіків та 36 035 доларів для жінок. За межею бідності перебувало 2,7 % осіб, у тому числі 0,0 % дітей у віці до 18 років та 7,8 % осіб у віці 65 років та старших.
Цивільне працевлаштоване населення становило 3781 особа. Основні галузі зайнятості: освіта, охорона здоров'я та соціальна допомога — 20,3 %, роздрібна торгівля — 15,5 %, мистецтво, розваги та відпочинок — 13,0 %.